# Cylindromyia ampla
Cylindromyia ampla là một loài ruồi trong họ Tachinidae.